# Национальный заповедник Сен-Пьер
Национальный заповедник Сен-Пьер (фр. Réserve naturelle nationale de la haute vallée de Saint-Pierre) — заповедник площадью 20 га в горном массиве Пельву (высота до 4102 м) Западных Альп на территории Франции. Примыкает к Национальному парку Экрен. Заповедник основан в 1974 году.

## История
Заповедник в верхней долине Сен-Пьер был основан в 1974 году одновременно с национальным парком Экрен в верхних долинах Венеона, Беранже и Северайса, чтобы служить его буферной зоной.
26 декабря 2019 года заповедник был расформирован, став частью парка Экрен.

## География

### Флора
Ручей окаймлён ольхой и ивами.

### Фауна
Серны и сурки часто посещают соседние сланцевые и гранитные склоны. Орнитофауна включает дроздов.

### Административное ведение
Заповедник находится в ведении национального парка Экрен.